# Neoregelia longipedicellata
Neoregelia longipedicellata är en gräsväxtart som beskrevs av Elton Martinez Carvalho Leme. Neoregelia longipedicellata ingår i släktet Neoregelia och familjen Bromeliaceae. Inga underarter finns listade i Catalogue of Life.